# Ich-Entwicklung
Auf die Ich-Entwicklung bezieht sich ein Stufen-Modell der Persönlichkeitsentwicklung nach Jane Loevinger in der Entwicklungspsychologie. Die US-Psychologin hat es in den 60er Jahren mit Bezug auf Kohlbergs Theorie der Moralentwicklung entwickelt. Mit diesem teilt es unter anderem die Einschätzung, dass die Entwicklung eher stufenförmig als kontinuierlich verlaufe, die empirische Begründung einer typischen Abfolge von Entwicklungsphasen ist ähnlich.
Im Zuge ihrer Studien familiärer Interventionsmuster stieß Loevinger auf unerklärte Regelmäßigkeiten in ihren Daten zur Persönlichkeitserfassung, die sie schließlich als Entwicklungssequenzen deutete. Im Verlauf ihrer weiteren Forschung an der Washington University widmete sie sich der Messung und Erforschung dieser „Master traits“ der Persönlichkeit. Sie versteht die „Ich-Struktur“, die der Entwicklung unterliegt, als die Instanz, welche bestimmt, wie eine Person sich selbst und die Welt wahrnimmt und interpretiert. Dabei geht Loevinger nicht vom Ich als psychische Instanz (wie z. B. dem Ego in der Psychoanalyse) aus, sondern als einem Prozess, der die Gedanken und Erfahrungen eines Menschen organisiert – eine explizite Definition von „Ich“ und „Ich-Entwicklung“ verweigert sie jedoch systematisch. Sie habe sich entschieden, gleich mit der Untersuchung der Stufen zu beginnen.

## Hintergrund und Resonanz
Dem Modell der Ich-Entwicklung liegt ein konstruktivistisches Entwicklungsverständnis zugrunde, das auf den strukturgenetischen Ansatz von Jean Piaget und die Theorien von Loevingers Ausbilder Erik H. Erikson sowie Harry Stack Sullivan zurückgeht. Dieser Ansatz geht davon aus, dass die Denkstrukturen, mit denen ein Individuum ein Verständnis seiner Welt erlangt, schrittweise aufgebaut und erarbeitet werden. Von Entwicklung wird gesprochen, wenn diese Strukturen nach und nach differenzierter und integrierter werden.
Jane Loevingers Schriften sind bisher nicht auf Deutsch erschienen. Ihre Rezeption im deutschsprachigen Raum ist eher zurückhaltend; von den Lehrbüchern der Entwicklungspsychologie hat nur eines ihr Modell vorgestellt: Oerter/Montada – in der Neuausgabe (Schneider/Lindenberger) kommt es nicht mehr vor. Das Modell ist allerdings sehr beliebt im Coaching-Bereich; hier heißt es zwar immer noch „nach Loevinger“, es ist allerdings vermischt mit transpersonalen Ansätzen und hat eine andere Zielrichtung.

## Stufen der Ich-Entwicklung
Das Modell der Ich-Entwicklung von Loevinger unterscheidet neun Stufen, wobei sie über die erste (E1) keine Aussagen treffen kann, weil mit ihrer offenen Methode beim Kind schon verbale Fähigkeiten vorausgesetzt werden müssen. Ab der impulsiven Stufe (E2) sind diese operationalisiert, da mittels eines von Loevinger entwickelten Satzergänzungstests („Sentence Completion Test“) reliabel und valide gemessen.
Die Ich-Struktur Erwachsener entspricht laut Loevinger überwiegend den Stufen E4 bis E7; der Median liegt bei der Stufe fünf. Hierbei muss jedoch beachtet werden, dass sich diese Einschätzung Loevingers auf ihre Zeitgenossenschaft bezieht und in dieser Zuschreibung auch normative Erwartungen mitschwingen. Sie verortet den Beginn der Entwicklung sehr allgemein „im Nebel des Kleinkindalters“ („in the mists of infancy“, 1997, S. 203). Sie geht jedoch davon aus, dass nicht jeder alle Stufen erreicht, insbesondere nicht die letzte Stufe der „Integration“, die durch die volle Entfaltung der Persönlichkeit charakterisiert ist und selten zu beobachten sei.
|     | Entwicklungsstufe            | Hauptcharakteristika |
| --- | ---------------------------- | --- |
| E 2 | Impulsive Stufe              | Frühestes Stadium, das (mit dem Satzergänzungstest) gemessen werden kann. In diesem Stadium hat das Kleinkind ein Bewusstsein von sich selbst als eigenständige Person erreicht. Die Impulse sind eine Art Bestätigung dieser Eigenständigkeit, aber das Kind hat zunächst keine Kontrolle über sie. Die eigenen körperlichen Bedürfnisse stehen im Vordergrund. |
| E 3 | Stufe des Selbstschutzes     | Das Kind ist sich der Impulse als solcher bewusst, genug, um eine gewisse Kontrolle auszuüben, um sich zu schützen und sich zumindest einen unmittelbaren Vorteil zu sichern. Dies ist die Phase des Selbstschutzes. Bei kleinen Kindern gibt es eine natürliche Abhängigkeit, Egozentrik und die Berechnung des Vorteils für sich selbst. Die Liebe des Kleinkindes zum Ritual ist wahrscheinlich Teil der frühen Bemühungen um Selbstkontrolle. Die emotionale Bandbreite ist begrenzt und die konzeptuelle Bandbreite einfach. Normalerweise ist diese Phase mit Kindheit und Jugend zu Ende. |
| E 4 | Konformistische Stufe        | Auf der konformistischen Stufe identifiziert sich das Selbst mit der Gruppe, welche Gruppe das auch sein mag: die Familie in der Kindheit und später die Gruppe der Gleichaltrigen usw. Das Denken erfolgt in Stereotypen; die Gefühlspalette ist auf grundlegende Emotionen beschränkt – glücklich, traurig, verrückt, froh usw. – aber sie ist schon größer als in früheren Phasen. |
| E 5 | Stufe des Selbstbewusstseins | Die Person auf dieser Ebene ist über die vereinfachten Regeln und Ermahnungen des Konformisten hinausgegangen, um zu sehen, dass es zulässige Eventualitäten und Ausnahmen gibt. Obwohl er im Grunde immer noch ein Konformist ist, ist sich die Person auf dieser Ebene bewusst, dass er oder sie nicht immer den erklärten Standards der Gruppe entspricht. Es gibt eine größere emotionale und kognitive Bandbreite. Es gibt ein größeres Bewusstsein dafür, dass das Selbst von der Gruppe getrennt ist, was manchmal zu einer charakteristischen Einsamkeit oder einem Selbstbewusstsein führt. Das bedeutet jedoch nicht, dass Personen auf dieser Ebene weniger angepasst sind als die auf anderen Ebenen.                                                                                         |
| E 6 | Stufe der Gewissenhaftigkeit | Auf der Stufe der Gewissenhaftigkeit lebt die Person nach ihren eigenen Idealen und Standards, anstatt nur die Zustimmung der Gruppe zu suchen. Bis zu diesem Stadium hat die Person ein reichhaltiges, differenziertes Innenleben erworben, mit einem weit gefächerten Vokabular, um Emotionen auszudrücken. In diesem Stadium hat die Person langfristige Ziele und Ideale. Die Elemente eines reifen Gewissens sind vorhanden. |
| E 7 | Individualistische Stufe     | Das Stadium jenseits der Stufe der Gewissenhaftigkeit wird als die individualistische Stufe bezeichnet. Auf dieser Ebene beginnt man, ein Bewusstsein für die Paradoxien und Widersprüche im Leben zu entwickeln. Die Menschen werden sich der Entwicklung als Prozess und ihres Platzes im Leben bewusst; sie denken in psychologischen Kausalzusammenhängen und nehmen eine umfassende Sichtweise des Lebens als Ganzes ein. |
| E 8 | Stufe der Autonomie          | Auf der autonomen Stufe gibt es eine Weiterentwicklung jener Merkmale, die bereits auf der individualistischen Ebene auftreten. Wo die sich selbst schützende Person einen beißenden Humor verwendet, zeigt die autonome Person oft eine Art existenziellen Humor, indem sie Lebenssituationen mit Ironie sieht. Anstatt Situationen im Sinne diametral entgegengesetzter Entscheidungen von gut und schlecht zu sehen, ist man sich der vielfältigen Komplexität von Situationen und Lebensentscheidungen bewusst. Vor allem ist da der Respekt vor anderen Menschen und ihrem Bedürfnis nach Autonomie, auch vor den eigenen Kindern, für die man eine Verantwortung trägt. Gleichzeitig gibt es eine wachsende Tendenz, das eigene Leben im Zusammenhang mit umfassenderen sozialen Belangen zu sehen. |
| E 9 | Stufe der Integration        | Die theoretisch höchste Stufe, die der Integration, ist bei Stichproben aus der Allgemeinbevölkerung selten zu beobachten. In diesem Stadium sind die Merkmale der individualistischen und der autonomen Stufe stärker ausgeprägt. Darüber hinaus gibt es eine gewisse Fähigkeit, die lebenswichtigen Anliegen des eigenen Lebens mit denen der Gesellschaft zu integrieren. Eine gute Charakterisierung dieser Phase ist Maslows (1954) Beschreibung der sich selbst verwirklichenden Person. |